# Самоборско-јаскански партизански одред
Самоборско-јаскански народноослободилачки партизански (НОП) одред  је био партизанска јединица у саставу Народноослободилачке војске и партизанских одреда Југославије током Другог светског рата у Хрватској.

## Историјат
Формиран је половином септембра 1944. одбораца с подручја Јастребарског и Самобора. Приликом формирања имао је један батаљон, с укупно 201 борцем; у октобру је формиран још један батаљон. Био је у саставу 34. дивизије НОВЈ и дејствовао на подручју Јастребарског, Самобора и јужно од Загреба. Вршио је препаде на мања непријатељска упоришта, нападао колоне из заседа, обезбеђивао слободну територију, политички деловао по селима у непосредној близини Загреба и Самобора и др. Садејствовао је јединицама 34. дивизије НОВЈ у нападима на непријатељска упоришта и изводио диверзије на железничкој прузи Загреб—Карловац, и на друмовима на самоборско-јастребарском подручју. Учествовао је 10. децембра 1944. у борбама у рејону села Бабиће (на комуникацији Загреб—Јастребарско), када је заробљено 206 непријатељевих војника, а заплењено 12 минобацача, 1956 мина, 7 митраљеза, 15 пушкомитраљеза, 213 пушака, 10 пиштоља и др.; 24. децембра при заузунању Домаговића и Лазине (у рејону јастребарског) заплењено је 4 минобацача са 707 мина, 1 топ, 71 граната, 7 митраљеза, 3 пушкомитраљеза, 53 пушке и др.; 20. децембра при заузимању Драганића (на комуникацији Загреб—Карловац). Од 27. до 29. децембра 1944. одбијао је нападе Немаца, усташа и домобрана на подручју Братине, Хасан-Брега и Доње Купчине. Јануара 1945. имао 373 борца. Расформиран је 2. фебруара 1945, а његово људство ушло је у састав Жумберачке бригаде 34. дивизије НОВЈ.